# Synchronized Multimedia Integration Language
Synchronized Multimedia Integration Language, förkortat SMIL, är ett sätt att presentera TV-liknande innehåll på Internet. Med SMIL kombineras ljud, stillbild, video och animeringar så att man får interaktiva multimediaproduktioner med TV-kvalitet. Se även XML.
SMIL är en W3C-rekommendation.